# Дмитрий Ивановски
Дмитрий Йосифович Ивановски (на руски: Дмитрий Иосифович Ивановский) е руски физиолог и микробиолог. Man
Считан е за основоположник на днешната наука вирусология. Ученик е на големия руски биолог Андрей Фаминцин.